# ぐらP&ろで夫
『ぐらP&ろで夫』（ぐらピーアンドろでお）は、日本の短編テレビアニメ。5分枠放送。第1期は2014年10月から2015年12月までBSフジ・TOKYO MXで全61話を放送。第2期『ぐらP&ろで夫II』は2016年7月から12月まで放送された。

## 概要
音楽ユニット『GRANRODEO』をモチーフとした、新海岳人によるオリジナル短編アニメ。
第1期は2014年10月からBSフジの『ロデオ倶楽部!〜season II〜』内のコーナーとして放送を開始し、同年11月からはTOKYO MXでも14日遅れで開始した。ロデオ倶楽部!〜season II〜終了後もTOKYO MXでは第11話以降のエピソードを継続放送し、2015年12月まで放送した。Youtubeランティス公式チャンネルでも配信していた。
2016年7月より、第2期を放送。

## 登場人物
ろで夫
声 - 谷山紀章
GRANRODEOにあこがれ、ロックスターを夢見る私立ランティス高校に通う普通の高校1年生。ツッコミ体質だが素直なところもあり、ぐらPに毎回しぶしぶ従っている。ロックと同じぐらいバスケットボールが好きでバスケ部に所属しているが、腕前は下手。
第2期では高校を卒業し進学も就職もせず音楽活動をするも挫折したが、父親MaSaAkiからの手紙に励まされ再出発を誓い漆黒の闇ブラック、宇尾くんとともにバンド「ロデオスパイダー」を結成する。
ぐらP
声 - 今野浩喜（キングオブコメディ）
未来からやってきた音楽プロデューサーを名乗る謎の生物。元々は人間だったが、タイムワープの影響で丸い姿となってしまった。
プロデューサー巻きのカーディガンで空を飛んでいる。好物は白米。本名はセトクマリンゾウで、年齢は41歳。趣味はボウリングの玉をやすりで削ってハート型の置物を作ること。
プロデュースすべき才能を見つけた時とエロいものを見て興奮した時には頭の「プロデュースアンテナ」が立つ。
ロデオスパイダー結成後はプロデューサーのほかマネージャーやマスコットも担当するが、プロデューサーであるにも関わらず積極的に前に出てしまい不評を買っている。
短パン
声 - 片山裕介（ヒカリゴケ）
ろで夫の友人。にぎやかで男っぽい性格。「短パン」のあだ名とは裏腹に、短パンは一切着用しないため短パンのあだ名に不満を持っている。本名はヤマグチ。バスケ部に所属している。
太欧州
声 - 今野浩喜
ろで夫の友人。太っていてもイケメンな性格。まげを結っているが相撲部ではなくバスケ部に所属している。
クロ子
声 - 齋藤綾
ろで夫が好意を寄せる同級生の女子。キャラの中で肌が一番黒い。バンギャをやっていて、バンギャネームは「苦流孤」。
マダ子
声 - 片山祐介
ろで夫の母親。ろで夫を女手一つで育ててきた。
eさん
声 - e-ZUKA（飯塚昌明）
第9話でろで夫が臨時収入で大量のCDを手に入れぐらPが犯罪だと疑った際に、ろで夫容疑者の友人として登場。
ぐらe
声 - e-ZUKA
未来から来たぐらPの友人で、有名なギタリスト。ぐらP同様、タイムワープの影響で丸い姿となっている。
漆黒の闇ブラック
声 - 下野紘
第2期より登場。「ロデオスパイダー」のベース担当。目立ちたがりな性格で、ビジュアルや声は良く思慮深そうな雰囲気を出すも、頭が悪く話が通じない。本名はクロサワ。
宇尾くん
声 - アイアム野田
第2期より登場。「ロデオスパイダー」のドラム担当。ろで夫が川べりで陸に打ち上がっていたのを助け、人間の姿となり恩返しにドラムを叩きに来た魚。ハイテンションで性格も良くドラムの腕前は一級品だが、乾燥すると死んでしまう。
MaSaAki
声 - 飯塚昌明
第2期より登場。ろで夫の父で、初夏のみしか活動しないことで有名な日本を代表するミュージシャン。ろで夫を厳しく育てたいがあまりろで夫を陰ながら見守っていたり、乳児のろで夫を崖から突き落としたり、MaSaAkiの隠し子であることを週刊誌にバラしたりした。
コメノブ
声 - 大水洋介（ラバーガール）
第2期より登場。MaSaAkiがプロデュースする新鋭バンド「お米の極み」のボーカル。第15話でロデオスパイダーの初ライブに立ち会い第16話でMaSaAkiからの伝言を伝えたり、第19話で対バン勝負を行い第20話でロデオスパイダーの実力を認めた。

## スタッフ
- 監督 - 新海岳人
- 脚本 - 新海岳人、廣川祐樹、ミドリノマゴ
- イラストレーション - JUN OSON
- OP・ED曲 - 飯塚昌明
- 編集 - 大山真拡
- エグゼクティブプロデューサー - 櫻井優香（ランティス）、遠藤純一（Pie in the sky）
- プロデューサー - 鈴木めぐみ、田中大→十河大和（第1期24話 - ）
- 協力 - アイウィル、サンライズスタジオ
- アニメーション制作 - Pie in the sky
- 製作 - ランティス、Pie in the sky

## 挿入歌
第1期
「ろで夫だけの歌」（第22話）
作詞 - ろで夫（新海岳人） / 作曲 - 飯塚昌明 / 歌 - ろで夫（谷山紀章）
原曲はGRANRODEO「僕だけの歌」。
第2期
全作詞 - ろで夫（新海岳人） / 全作曲・編曲 - ぐらP（飯塚昌明） / 歌 - ロデオスパイダー
「We are ロデオスパイダー」（第10話）
ギター - 鳴風 / ベース - 坂本尭之 / ドラム - 青山友樹
「君はアレ」（第19話）
「SNSは気にならない」（第26話）

## 各話リスト
すべてのサブタイトルの最後には「P（プロデュース）」が付いている。初回放送日は第1 - 10話はBSフジでのもので、第11話以降はTOKYO MXでのもの。
TOKYO MXでの放送では、本編終了後のコーナーとして第1話から第35話までぐらPがGRANRODEOを紹介する「GRAGRAミュージック」を、第36話以降は、事前にTwitterで募集した質問にGRANRODEOが答えていく「ぐらQ」を放送。第2期ではキャストが裏話を展開する「ウラP」を放送。
| 第1期  | 第1期                      | 第1期           | 第1期                                                                                         |
| 話数   | サブタイトル               | 初回放送日      | GRAGRAミュージック                                                                            |
| ------ | -------------------------- | --------------- | --------------------------------------------------------------------------------------------- |
| 第1話  | てはじめのP                | 2014年 10月19日 | Blue Pandra Box/silence                                                                       |
| 第2話  | 家族ぐるみでP              | 10月26日        | 変幻自在のマジカルスター                                                                      |
| 第3話  | 初ギターをP                | 11月2日         | The Other self                                                                                |
| 第4話  | 学校でP                    | 11月9日         | 7 -seven-（FLOW×GRANRODEO）                                                                   |
| 第5話  | あだ名でP                  | 11月16日        | MAGICAL RODEO TOUR@ZEPP TOKYO 男子限定LIVE/女子限定LIVE                                       |
| 第6話  | 職質でP                    | 11月23日        | キショウ部員/ヅカ薬局（ロンリーファイター内コント）                                           |
| 第7話  | バスケでP                  | 11月30日        | アニメ「ぐらP&ろで夫」収録風景                                                                |
| 第8話  | タトゥーでP                | 12月7日         | e-ZUKAのギターソロ                                                                            |
| 第9話  | ろで夫容疑者をP            | 12月14日        | 2014年のGERANRODEO                                                                            |
| 第10話 | お別れをP                  | 12月21日        | GRANRODEOファーストライブ                                                                     |
| 第11話 | ステージ衣装をP            | 2015年 1月13日  | 黒子のバスケ主題歌（Can Do/RIMFIRE）                                                          |
| 第12話 | イメトレでP                | 1月20日         | 黒子のバスケ第2期主題歌（The Other self/変幻自在のマジカルスター）                            |
| 第13話 | メンバー募集をP            | 1月27日         | Punky Funky Love                                                                              |
| 第14話 | デートをP                  | 2月3日          | Punky Funky LoveのPVメイキング映像                                                            |
| 第15話 | かぶりものをP              | 2月10日         | ライブ「G5 ROCK★SHOW」                                                                        |
| 第16話 | 校内放送をP                | 2月17日         | ライブ「ロクデナシ！プラグナシ！」                                                            |
| 第17話 | 代理人をP                  | 2月24日         | ライブ「輝くロデオ大賞！」「ゆく牛くる牛」                                                    |
| 第18話 | 親への感謝をP              | 3月3日          | ダンス＆振り付け特集（Snow Pallet/Y・W・F/サマーGT09）                                        |
| 第19話 | ボイトレでP                | 3月10日         | ライブ鉄板曲特集（modern strange cowboy/ROSE HIP-BULLET/偏愛の輪舞曲）                        |
| 第20話 | 筋トレをP                  | 3月17日         | ライブ鉄板曲特集2（Infinite Love/SUPERNOVA/Darlin'）                                          |
| 第21話 | リリックをP                | 3月24日         | ロデオ組生誕祭 ～ろ組のひと☆ろ!～（ロデオ組のテーマ～牛追い人達へ～）                         |
| 第22話 | ろで夫だけの歌をP          | 3月31日         | なし                                                                                          |
| 第23話 | 音楽性の違いをP            | 4月7日          | Go For It!                                                                                    |
| 第24話 | 楽器の声をP                | 4月14日         | Infinite Love                                                                                 |
| 第25話 | 年齢詐称をP                | 4月21日         | 慟哭ノ雨                                                                                      |
| 第26話 | 避難訓練をP                | 4月28日         | delight song                                                                                  |
| 第27話 | 思い出の木をP              | 5月5日          | Black out                                                                                     |
| 第28話 | 夢をP                      | 5月12日         | Beautiful world                                                                               |
| 第29話 | パソコンをP                | 5月19日         | Darlin'                                                                                       |
| 第30話 | サプライズをP              | 5月26日         | modern strange cowboy                                                                         |
| 第31話 | ロックの神様をP            | 6月2日          | カナリヤ                                                                                      |
| 第32話 | 通販をP                    | 6月9日          | We wanna R&R SHOW                                                                             |
| 第33話 | 再結成をP                  | 6月16日         | SEA OF STARS                                                                                  |
| 第34話 | 妖精をP                    | 6月23日         | ROSE HIP-BULLET                                                                               |
| 第35話 | ぐらeをP                   | 6月30日         | SUPERNOVA                                                                                     |
| 話数   | サブタイトル               | 放送日          | ぐらQ                                                                                         |
| 第36話 | 校長をP                    | 7月7日          | テストで悪い点を取ったときのロックな言い訳は？                                                |
| 第37話 | 陶芸家をP                  | 7月14日         | 今までで一番の「メモリーズ」は？                                                              |
| 第38話 | 迷子の呼び出しをP          | 7月21日         | ぐらPのLINEスタンプはいつ発売されますか？                                                     |
| 第39話 | お好み兄弟をP              | 7月28日         | 学生時代にやらかしてしまったエピソードは？                                                    |
| 第40話 | ギターマンをP              | 8月4日          | 「え？」と思うアダ名をつけられた事は？                                                        |
| 第41話 | 楽器店をP                  | 8月11日         | 7弦ギターをうまく弾くコツは？                                                                 |
| 第42話 | バンギャをP                | 8月18日         | ぐらPの好きなところはどこですか？                                                             |
| 第43話 | 面倒なオーナーをP          | 8月25日         | 「ろで夫だけの歌」で実際に体験した事は？                                                      |
| 第44話 | 楽屋をP                    | 9月1日          | お気に入りのジャケ写はどれですか？                                                            |
| 第45話 | トランペット少年をP        | 9月8日          | 演歌の歌い出しは？ 部屋が片付かない                                                           |
| 第46話 | アイドルの卒業をP          | 9月15日         | キメ顔を見せて下さい                                                                          |
| 第47話 | キーボードをP              | 9月22日         | ダメ出しをされた歌詞はありますか？                                                            |
| 第48話 | ギターマン再びをP          | 9月29日         | こんなGRANRODEOの新曲タイトルはいやだ                                                         |
| 第49話 | 七不思議をP                | 10月6日         | 黒歴史を教えてください                                                                        |
| 第50話 | インタビューをP            | 10月13日        | クラスに馴染めないのはどうしたらいい？ 「牛のライブ行くの？」って言われたときの言い返し方は？ |
| 第51話 | 校歌をP                    | 10月20日        | GRANRODEOの名前の由来は？                                                                     |
| 第52話 | 寝言をP                    | 10月27日        | 諦めたくなったらどうやって自分を奮い立たせる？                                                |
| 第53話 | 吹奏楽部をP                | 11月3日         | どうして地球は回っていて青いの？                                                              |
| 第54話 | 質問コーナーをP            | 11月10日        | 今の仕事以外なら何になりたい？                                                                |
| 第55話 | 縦笛をP                    | 11月17日        | お二人の初恋はどんなでしたか？                                                                |
| 第56話 | 事件をP                    | 11月24日        | KISHOWがボケてe-ZUKAがツッこんで！ 愛する人のために歌を歌うとすれば？                         |
| 第57話 | カラオケをP                | 12月1日         | 母親と同い年のe-ZUKAさんをどう見ればよいですか？                                              |
| 第58話 | 入院をP                    | 12月8日         | GRANRODEOを題材にドラマを作るとしたら？                                                       |
| 第59話 | お正月をP                  | 12月15日        | 一番かわいい声で一言ください                                                                  |
| 第60話 | さらばぐらPをP             | 12月22日        | 食べ物にムラムラすることはありますか？                                                        |
| 第61話 | ぐらP&ろで夫をP            | 12月29日        | なし                                                                                          |
| 第62話 | バンドをP                  | -               | -                                                                                             |
| 第2期  |                            |                 |                                                                                               |
| 話数   | サブタイトル               | 放送日          | ウラP                                                                                         |
| 第1話  | 再出発をP                  | 2016年 7月1日   | 谷山紀章を漢字一文字で表すなら？                                                              |
| 第2話  | ブラくんをP                | 7月8日          | 今野浩喜の超素晴らしいところは？                                                              |
| 第3話  | 宇尾くんをP                | 7月15日         | 下野紘のキャッチフレーズは？                                                                  |
| 第4話  | バンド名をP                | 7月22日         | アイアム野田が改名するなら？                                                                  |
| 第5話  | スティックをP              | 7月29日         | 今野と野田 一番の思い出は？                                                                   |
| 第6話  | ライバルをP                | 8月5日          | 谷山と下野 一番の思い出は？                                                                   |
| 第7話  | 宇尾くんの新居をP          | 8月12日         | 漆黒の闇ブラックの隠された秘密は？                                                            |
| 第8話  | オリジナルをP              | 8月19日         | ロデオスパイダーの新曲のタイトルは？                                                          |
| 第9話  | オリジナル曲をP            | 8月26日         | ロデオスパイダーのオリジナル曲レコーディングに密着                                            |
| 第10話 | We are ロデオスパイダーをP | 9月2日          | ロデオスパイダーのオリジナル曲レコーディングに密着                                            |
| 第11話 | 打ち上げをP                | 9月9日          | ロデオスパイダーの新曲ついに完成！                                                            |
| 第12話 | ジャケ写をP                | 9月16日         | ロデオスパイダーの新曲ついに完成！ 「KISHOWあるある」を教えて！                               |
| 第13話 | ライブMCをP                | 9月23日         | ロデオスパイダーの新曲ついに完成！ e-ZUKAあるあるを教えて！                                   |
| 第14話 | マイクの調子をP            | 9月30日         | 宇尾くんの決め台詞は？                                                                        |
| 第15話 | 初ライブをP                | 10月7日         | 本日欠席のアイアム野田について語ろう                                                          |
| 第16話 | ライバル登場をP            | 10月14日        | ロデオスパイダーのオリジナル曲をPRしよう                                                      |
| 第17話 | 仲間への想いをP            | 10月21日        | 好きなエピソードを発表！                                                                      |
| 第18話 | 作詞をP                    | 10月28日        | ロデオスパイダー驚愕のパフォーマンスとは？                                                    |
| 第19話 | 対バンをP                  | 11月4日         | マスコットをゲットするんだよ！                                                                |
| 第20話 | 物販をP                    | 11月11日        | 好きなキャラクターを教えて欲しいんだよ                                                        |
| 第21話 | プロモーターをP            | 11月18日        | ロデオスパイダーのキャッチフレーズは？                                                        |
| 第22話 | ゴシップをP                | 11月25日        | 監督から見たキャストのイメージは？                                                            |
| 第23話 | ギター職人をP              | 12月2日         | 監督から見たキャストのイメージは？                                                            |
| 第24話 | 伝説のコーヒーをP          | 12月9日         | キャストが監督について語る！                                                                  |
| 第25話 | 父の愛をP                  | 12月16日        | e-ZUKAのゲスト出演ウラ側公開！                                                                |
| 第26話 | フェスをP                  | 12月23日        | 次回最終回！シーズン2を振り返る                                                               |
| 第27話 | 未来をP                    | 12月30日        | ついに最終回！シーズン3はどうなる？                                                           |

### 特別編
主にGRANRODEOの大規模ライブにて、オリジナルの特別編エピソードが上映されている。
- 2015年3月22日にさいたまスーパーアリーナにて開催された「GRANRODEO LIVE TOUR 2015 カルマとラビリンス」にて「ライブでP」が放映された。
- 2015年9月30日よりアニメイト店内にて、GRANRODEOベストアルバム「DECADE OF GR」宣伝の一環として「ベストアルバムをP」を放映していた。
- 2015年10月24日・25日に幕張メッセ国際展示場1 - 3ホールで開催されたGRANRODEO10周年記念ライブ「GRANRODEO 10th ANNIVERSARY LIVE 2015 G10 ROCK☆SHOW -RODEO DECADE-」にて「G10をP」がアンコール前に放映された。
  - これらの特別編は第1期Blu-rayのアニメイト限定盤に特典として収録。
- 2016年9月19日に国立代々木競技場第一体育館にて開催された「GRANRODEO LIVE 2016 G11 ROCK☆SHOW -TRECAN ▶︎◉◀︎ PARTY-」にて特別編が放映された。

### 傑作選
2015年6月30日0:30 - 1:00、7月3日0:00 - 0:30にはBS11にて第1期の傑作選を放送。放送エピソードは以下の通り。
- 6月30日：1話・2話・18話・32話・3話・31話・29話・26話・13話・30話・20話・34話・6話・10話
- 7月3日：24話・17話・8話・15話・9話・16話・33話・27話・28話・19話・23話・21話・22話

## 放送局
| 放送地域 | 放送局   | 放送期間                       | 放送日時                          | 備考                                          |
| 第1期    | 第1期    | 第1期                          | 第1期                             | 第1期                                         |
| -------- | -------- | ------------------------------ | --------------------------------- | --------------------------------------------- |
| 日本全域 | BSフジ   | 2014年10月20日 - 12月22日      | 月曜 0:00 - 0:25（日曜深夜）      | 「ロデオ倶楽部!〜season II〜」内で約2分間放送 |
| 東京都   | TOKYO MX | 2014年11月5日 - 2015年4月1日   | 水曜 1:30 - 1:35（火曜深夜）      |                                               |
| 東京都   | TOKYO MX | 2015年4月8日 - 12月30日        | 水曜 1:00 - 1:05（火曜深夜）      | 36話以降はエムキャス対応                      |
| 日本全域 | Youtube  | 2014年11月5日 - 2015年12月30日 | 水曜 2:00ごろ配信開始（火曜深夜） |                                               |
| 第2期    |          |                                |                                   |                                               |
| 東京都   | TOKYO MX | 2016年7月1日 - 12月30日        | 金曜 21:55 - 22:00                |                                               |
| 日本全域 | Youtube  | 2016年7月1日 - 12月30日        | 金曜 22:00頃配信                  |                                               |

## 映像作品

### Blu-ray
| 期 | 発売日        | 収録話         | 規格品番    | 規格品番         |
| 期 | 発売日        | 収録話         | 通常盤      | アニメイト限定盤 |
| -- | ------------- | -------------- | ----------- | ---------------- |
| 1  | 2016年3月23日 | 第1話 - 第62話 | LABX-8137/8 | LABX-38137/8     |
| 2  | 2017年3月22日 | 第1話 - 第27話 | LABX-8197/8 | LABX-38197/8     |

## コラボレーション
- GRANRODEO「僕だけの歌」のミュージックビデオを新海岳人が制作し、当作品のろで夫も登場した。
- GRANRODEO「桜色第2ボタン」のスペシャルムービーにも同じく、ろで夫やクロ子が登場している。

## イベント
- 「ぐらP&ろで夫」イベント開催なんだよ2015！（2015年8月2日 東京・恵比寿The Garden Hall）出演：GRANRODEO、今野浩喜（キングオブコメディ）、ヒカリゴケ片山、斎藤綾、新海岳人
- 「ぐらP&ろで夫」イベント開催なんだよ2016！（2016年5月7日 東京・世田谷区民会館）出演：GRANRODEO、今野浩喜、新海岳人ほか
- 「ぐらP&ろで夫」イベント開催なんだよ2017！（2017年5月5日 東京・江戸川区総合文化センター）出演：GRANRODEO、今野浩喜、新海岳人ほか